# 샌디에고 FC
샌디에고 FC(San Diego FC)는 메이저 리그 사커 서부컨퍼런스에 소속된 미국의 프로 축구단으로 캘리포니아주 샌디에고를 연고지로 하고 있으며 스냅드래곤 스타디움을 홈 구장으로 사용하고 있다.

## 선수 명단

### 현역
참고: FIFA 자격 규정에 따라 소속된 국가대표팀 국기를 표시합니다. 선수는 복수의 FIFA 비회원국 국적을 가지고 있을 수 있습니다.
| 번호 | 포지션 | 국적 | 이름          |
| ---- | ------ | ---- | ------------- |
| 8    | MF     |      | 온니 발라카리 |

| 번호 | 포지션 | 국적 | 이름 |
| ---- | ------ | ---- | ---- |

### 역대
틀:샌디에고 FC 선수 명단